# لويس فاسكيز مارتينيز
لويس فاسكيز مارتينيز (بالإسبانية: Luis Vázquez Martínez)‏ هو أستاذ جامعي إسباني، ولد في 1949 في  في إسبانيا.